# ميغيل بيريز (دراج)
ميغيل بيريز (بالإسبانية: Miguel Pérez)‏ هو دراج مكسيكي، ولد في 22 يناير 1934 في ولاية خاليسكو في المكسيك.

## وصلات خارجية
- ميغيل بيريز على موقع أوليمبيديا (الإنجليزية)